# Ignacio Suárez de Figueroa
Ignacio Suárez de Figueroa y del Rey (Badajoz, 1701–Córdoba, 20 de enero de 1783) fue un latinista, traductor, marino militar e intendente español.

## Biografía
Era hijo del caballero de Santiago Tomás Suárez de Figueroa y Baquerizo, nacido en Zafra en 1667, y de María Ana del Rey. En 1710 ingresó como cadete en el regimiento de dragones de Pezuela, pero tras algunos años se pasó a la Marina y fue sucesivamente guardia marina (1 de junio de 1718), alférez de fragata (26 de noviembre de 1726), alférez de navío (21 de noviembre de 1728), teniente de fragata (10 de febrero de 1731), teniente de navío (27 de mayo de 1731), capitán de fragata (12 de junio de 1747) y capitán de navío (20 de marzo de 1754). 
Aunque cuenta en su única obra publicada que durante sus primeras navegaciones se entretuvo traduciendo y comentando en castellano las melancólicas Tristia y Pónticas de Ovidio, en realidad esta obra es de su tío, el humanista y clérigo Diego Francisco Suárez de Figueroa de Castilla Ramírez, más conocido como Diego Suárez de Figueroa (1699-1743). Él además se cuidó de imprimir la obra con el texto latino en Madrid en 1727 con cierto éxito: ya en 1733 se realizó una tercera edición corregida (Madrid: viuda de Francisco del Hierro), a la que precede una gran dedicatoria y elogio de Badajoz y, entre los preliminares, un buen poema latino en dísticos elegíacos de Juan de Iriarte, quien sin embargo criticará duramente la traducción en una recensión del Diario de los Literatos. En los comentarios, situados al final, explica los artificios retóricos del texto, las alusiones textuales a clásicos latinos y las imitaciones españolas y portuguesas y los pasajes oscuros por su mitología u otros conceptos. Don Diego tradujo además y publicó con eruditos comentarios las demás obras de Ovidio (salvo el Ars amandi y algunos otros poemas que le parecieron no decentes), ya con su nombre, en 11 volúmenes (Madrid, imprenta de los Herederos de Francisco de el Hierro, 1732-1738).
El sobrino (quizá su hijo, pues era corriente entre los sacerdotes que tenían deslices hacerlos pasar por sobrinos) participó en diversas operaciones y campañas, pero, aquejado de “varios accidentes de pecho y de cabeza” solicitó una plaza en el Consejo de Indias, gobierno o intendencia para mejorar de salud; obtuvo el corregimiento de Calatayud (22 de abril de 1760), que le cambiaron a su pesar por el de Daroca, cuyo clima húmedo lo perjudicaba; sus solicitudes de traslado culminaron con el nombramiento de intendente de la provincia de La Mancha (10 de junio de 1772), empeñándose en vestir sin embargo el uniforme de capitán de navío durante su trabajo. Pasó a la intendencia de la provincia de Córdoba el 12 de mayo de 1776 y se jubiló allí el 9 de octubre de 1778, sin haberse casado.

## Obras
- Comento de P. Ovidio Nasón a los libros de Tristes, Ponto y Carta a Livia. Su autor Don Ignacio Suárez de Figueroa, alférez de fragata. Sácala a luz el doctor Don Diego Suárez de Figueroa, su tío [...], capellán de honor. Uno y otro lo dedican al cardenal de Borja, Patriarca de las Indias, etc., Madrid, 1727.